# 미카미 신지

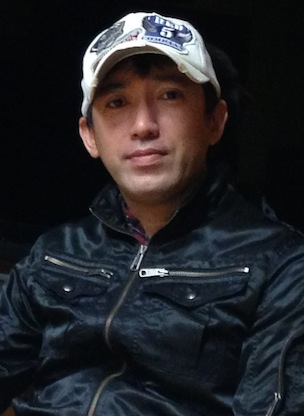

미카미 신지(三上 真司, 1965년 8월 11일 ~ )는 일본의 비디오 게임 디자이너, 감독, 비디오 게임 프로듀서이다. 1990년 캡콤에서 경력을 시작했고 이 회사의 최대 타이틀 다수를 감독했다. 1996년 바이오하자드 시리즈의 바이오하자드(1996년), 그리고 1999년에 디노 크라이시스 시리즈의 첫 번째 게임을 감독했다.